# 瓦伊拉诺-帕泰诺拉
瓦伊拉诺-帕泰诺拉（義大利語：Vairano Patenora），是意大利卡塞塔省的一个市镇。总面积43平方公里，人口6505人，人口密度151.3人/平方公里（2009年）。ISTAT代码为061095。